# Воткинский район
Во́ткинский райо́н  (удм. Вотка ёрос)  — административно-территориальная единица и упразднённое муниципальное образование (муниципальный район) в Удмуртской Республике Российской Федерации.
Располагается в восточной части республики. Район образован 4 ноября 1926 года, в результате муниципальной реформы с 1 января 2006 года наделён статусом муниципального района. Воткинский район включает 12 муниципальных образований, в составе 69 населённых пунктов, все муниципальные образования имеют статус сельского поселения.
Административный центр — город Воткинск (в состав района не входит).
Законом Удмуртской Республики от 10.06.2021 № 65-РЗ к 25 июня 2021 года муниципальный район и входящие в его состав сельские поселения преобразованы в муниципальный округ (слово район в официальном названии сохраняется).

## Физико-географические сведения
Район расположен в восточной части республики вокруг города Воткинск и граничит с Шарканским районом на севере, Пермским краем на востоке, Завьяловским районом на юго-западе и Якшур-Бодьинским на северо-западе. Северная часть района расположена в Центрально-Удмуртской низменности, а южная — на Сарапульской возвышенности. По территории района протекают реки — Кама, Вотка, Сива, Чернушка.
Площадь района — 1863,84 км². Лесистость района 37,7 %, при средней по Удмуртии — 46,8 %.

## История
На заседании окружного исполнительного комитета Сарапульского уезда 3 июля 1920 года предложили разделить уезд на три района: Сарапульский, Воткинский и Ижевский. К 1926 году определились границы района, количество и назначение, входящих в него, населённых пунктов. 4 ноября 1926 года М. И. Калининым подписан Декрет Всероссийского Центрального исполнительного комитета «Об утверждении сети районов Уральской области». Центром учреждённого района стал рабочий посёлок Воткинск (город с 20 августа 1935 года).
17 января 1934 года Воткинский район был передан в Свердловскую область.
7 декабря 1934 года Воткинский район был передан из состава Свердловской области в Кировский край в соответствии с постановлением ВЦИК от 7 декабря 1934 года.
20 августа 1935 года рабочий посёлок Воткинск получил статус города краевого подчинения.
5 декабря 1936 года Воткинский район был передан в Кировскую область.
22 октября 1937 года указом ВЦИК Воткинский район передан от Кировской области в состав Удмуртской АССР.
С 1963 по 1965 годы на основе района существовал Воткинский сельский район, в состав которого помимо сельсоветов Воткинского района входили сельсоветы Шарканского района.

## Население
| 1939    | 1959    | 1970    | 1979    | 1989    | 2002    | 2009    | 2010    | 2011    |
| ------- | ------- | ------- | ------- | ------- | ------- | ------- | ------- | ------- |
| 37 737  | ↘32 098 | ↘24 831 | ↘20 514 | ↗22 767 | ↗23 709 | ↗24 241 | ↘24 114 | ↘24 072 |
| 2012    | 2013    | 2014    | 2015    | 2016    | 2017    | 2018    | 2019    | 2020    |
| ↗24 369 | ↗24 569 | ↗24 690 | ↘24 372 | ↘24 326 | ↘24 248 | ↗24 271 | ↗24 303 | ↗24 332 |
| 2021    | 2024    |         |         |         |         |         |         |         |
| ↘23 299 | ↗23 474 |         |         |         |         |         |         |         |

Между переписями 2002 и 2010 годов население района увеличилось на 1,68 %. Средняя плотность населения — 12,94 чел./км². Район занимает 8-е место по численности населения и 11-е место по плотности среди муниципальных районов Удмуртии. На 1 января 2013 года, из 69 населённых пунктов района 5 не имели постоянного населения.
В 2011 году рождаемость составила 15,2 ‰, смертность — 13,7 ‰, естественный прирост населения — 1,5 ‰, при среднем по Удмуртии — 1,0 ‰. Население района также растёт за счёт миграционного прироста (разницы между числом выбывших и прибывших на территорию района), в 2011 году миграционный прирост населения составил 218 человек.

### Национальный состав
По результатам переписи 2020 года (из числа указавших национальность), русские составляли 82,6 % удмурты — 13,5 %, татары — 2 %. Воткинский район один из 13 сельских районов[уточнить] республики, где русские составляют большинство.

## Административное деление
В Воткинский район как административно-территориальную единицу входят 12 сельсоветов. Сельсоветы (сельские администрации) одноимённы образованным в их границах сельским поселениям.
В муниципальный район входили 12 муниципальных образований со статусом сельских поселений.
| №  | Бывшее сельское поселение | Административный центр | Количество населённых пунктов | Население | Площадь, км2 |
| -- | ------------------------- | ---------------------- | ----------------------------- | --------- | ------------ |
| 1  | Болгуринское              | деревня Болгуры        | 8                             | ↗1629     | 100,92       |
| 2  | Большекиварское           | деревня Большая Кивара | 12                            | ↘1651     | 215,60       |
| 3  | Верхнеталицкое            | деревня Верхняя Талица | 4                             | ↘1218     | 192,00       |
| 4  | Гавриловское              | деревня Гавриловка     | 8                             | ↗1652     | 95,87        |
| 5  | Июльское                  | село Июльское          | 6                             | ↗3334     | 149,43       |
| 6  | Камское                   | село Камское           | 3                             | ↘577      | 65,83        |
| 7  | Кварсинское               | деревня Кварса         | 3                             | ↘2095     | 83,95        |
| 8  | Кукуевское                | деревня Кукуи          | 4                             | ↘959      | 57,85        |
| 9  | Нововолковское            | посёлок Новый          | 1                             | ↗5980     | 8,44         |
| 10 | Первомайское              | село Первомайский      | 4                             | ↘1660     | 137,38       |
| 11 | Перевозинское             | село Перевозное        | 7                             | ↘1598     | 110,80       |
| 12 | Светлянское               | село Светлое           | 9                             | ↘2008     | 127,47       |

### Населённые пункты
В Воткинский район входят 69 населённых пунктов.
| №  | Населённый пункт            | Тип     | Население | Бывшее сельское поселение |
| -- | --------------------------- | ------- | --------- | ------------------------- |
| 1  | Бакаи                       | деревня | →0        | Большекиварское           |
| 2  | Березники                   | деревня | →11       | Гавриловское              |
| 3  | Беркуты                     | деревня | ↘345      | Гавриловское              |
| 4  | Болгуры                     | деревня | ↗654      | Болгуринское              |
| 5  | Болгуры                     | починок | ↗34       | Болгуринское              |
| 6  | Большая Кивара              | деревня | ↘796      | Большекиварское           |
| 7  | Верхне-Позимь               | деревня | ↗559      | Болгуринское              |
| 8  | Верхняя Талица              | деревня | ↗895      | Верхнеталицкое            |
| 9  | Владимировский              | починок | ↘14       | Светлянское               |
| 10 | Вязовая                     | деревня | →4        | Верхнеталицкое            |
| 11 | Гавриловка                  | деревня | ↘934      | Гавриловское              |
| 12 | Галево                      | село    | ↘1        | Гавриловское              |
| 13 | Гамы                        | деревня | ↗60       | Кукуевское                |
| 14 | Гольянский                  | починок | ↗120      | Июльское                  |
| 15 | Гришанки                    | деревня | ↗21       | Кукуевское                |
| 16 | Двигатель                   | деревня | ↘378      | Кварсинское               |
| 17 | Дома 58 км                  | починок | ↗3        | Июльское                  |
| 18 | Дома 78 км                  | починок | →0        | Перевозинское             |
| 19 | Дремино                     | деревня | ↗9        | Первомайское              |
| 20 | Дубровино                   | деревня | ↗1        | Большекиварское           |
| 21 | Евсино                      | деревня | →0        | Гавриловское              |
| 22 | Забегаево                   | деревня | ↘38       | Камское                   |
| 23 | Захарово                    | деревня | ↘12       | Июльское                  |
| 24 | Ильинское                   | деревня | →0        | Большекиварское           |
| 25 | Июльское                    | село    | ↗2336     | Июльское                  |
| 26 | Калиновка                   | деревня | ↘2        | Первомайское              |
| 27 | Камское                     | село    | ↘576      | Камское                   |
| 28 | Катыши                      | деревня | ↗121      | Кукуевское                |
| 29 | Кварса                      | деревня | ↗1801     | Кварсинское               |
| 30 | Кельчино                    | село    | ↘443      | Большекиварское           |
| 31 | Кленовая                    | деревня | →16       | Большекиварское           |
| 32 | Костоваты                   | деревня | ↘75       | Гавриловское              |
| 33 | Красная Горка               | выселок | ↗31       | Болгуринское              |
| 34 | Красный Север               | выселок | ↘9        | Светлянское               |
| 35 | Кудрино                     | деревня | ↘446      | Светлянское               |
| 36 | Кукуи                       | деревня | ↗730      | Кукуевское                |
| 37 | Курочкино                   | починок | ↘7        | Светлянское               |
| 38 | Ледухи                      | деревня | ↗11       | Перевозинское             |
| 39 | Липовка                     | деревня | ↘20       | Большекиварское           |
| 40 | Максимово                   | деревня | ↗44       | Перевозинское             |
| 41 | Метляки                     | деревня | ↘38       | Гавриловское              |
| 42 | Молчаны                     | деревня | ↗334      | Июльское                  |
| 43 | Нива                        | деревня | ↗201      | Перевозинское             |
| 44 | Нижневоткинский лесоучасток | починок | ↗2        | Верхнеталицкое            |
| 45 | Никольский                  | починок | ↘3        | Болгуринское              |
| 46 | Новосоломенники             | деревня | ↗147      | Болгуринское              |
| 47 | Новый                       | посёлок | ↗5980     | Нововолковское            |
| 48 | Ольхово                     | деревня | ↗299      | Перевозинское             |
| 49 | Осиновка                    | деревня | ↘77       | Большекиварское           |
| 50 | Первомайский                | село    | ↗1478     | Первомайское              |
| 51 | Перевозное                  | село    | ↗1105     | Перевозинское             |
| 52 | Пихтовка                    | село    | ↘457      | Большекиварское           |
| 53 | Подгорный                   | деревня | →11       | Большекиварское           |
| 54 | Романово                    | деревня | ↘60       | Болгуринское              |
| 55 | Самолёт                     | деревня | ↗2        | Большекиварское           |
| 56 | Светлое                     | село    | ↗1046     | Светлянское               |
| 57 | Светлянский                 | починок | ↘4        | Светлянское               |
| 58 | Сидоровы Горы               | деревня | ↗19       | Перевозинское             |
| 59 | Степаново                   | село    | ↘65       | Камское                   |
| 60 | Фертики                     | деревня | ↘24       | Гавриловское              |
| 61 | Филиппово                   | починок | →0        | Светлянское               |
| 62 | Фомино                      | деревня | →76       | Июльское                  |
| 63 | Фотены                      | деревня | ↗81       | Кварсинское               |
| 64 | Хорохоры                    | деревня | ↗112      | Болгуринское              |
| 65 | Черепановка                 | деревня | ↗243      | Первомайское              |
| 66 | Чёрная                      | деревня | ↘524      | Светлянское               |
| 67 | Черновский лесоучасток      | деревня | ↘436      | Верхнеталицкое            |
| 68 | Чёрный Ключ                 | деревня | ↗149      | Светлянское               |
| 69 | Шалавенки                   | деревня | ↗2        | Большекиварское           |

Упразднённые населённые пункты
- 2004 год — поселок Костоватовский дом отдыха, разъезд Метляки, Дома 62 км[36]; населённые пункты Дома 74 км и Дома 84 км; поселки Июль и Волковский; станция и поселок Построечная; посёлок Лесное включен в состав Воткинска[37].

## Местное самоуправление
Государственная власть в районе осуществляется на основании Устава, структуру органов местного самоуправления муниципального района составляют:
1. Районный Совет депутатов — представительный орган местного самоуправления, в составе 24 депутата, избирается каждые 5 лет.
2. Глава муниципального образования — высшее должностное лицо района, избирается Советом из своего состава. Должность Главы района занимает — Прозоров Илья Петрович.
3. Председатель Совета депутатов муниципального образования - Ярко Марина Валентиновна.

Символика района
Официальным символом муниципального района является эмблема, отражающая исторические, культурные, национальные и иные местные традиции и особенности.

## Бюджет района
Исполнение консолидированного бюджета района за 2009 год:
- Доходы — 482,7 миллионов рублей, в том числе собственные доходы — 68,6 миллионов рублей (14,2 % доходов).
- Расходы — 515,4 миллионов рублей. Основные статьи расходов: ЖКХ — 69,2 миллионов рублей, образование — 216,9 миллионов рублей, культура — 46,1 миллионов рублей, здравоохранение — 33,6 миллионов рублей, социальная политика — 29,1 миллионов рублей.

## Социальная инфраструктура
Система образования представлена 20 школами, в том числе 15 средними, 21 детским садом, 2 спортивными школами и детской школой искусств. Медицинскую помощь населению оказывают 4 участковых больницы в деревне Большая Кивара, сёлах Июльское, Первомайский и Светлое, а также 20 фельдшерско-акушерских пунктов.

## Экономика
Промышленность
На территории района развита сеть производственных объектов нефтяной промышленности, работают предприятия железобетонных изделий, гравия, керамзита, продукции деревообработки.
Сельское хозяйство
Сельское хозяйство занимает значительное место в экономике района, сельскохозяйственные угодья занимают 83,8 тысяч га, в том числе пашня около 59,6 тысяч га. В районе 8 крупных сельхозорганизаций, наибольшую долю в объёме производства сельхозпродукции занимает продукция ОАО «Агрокомплекс».
Транспорт
По территории района проходит железная дорога, на которой в пределах района расположено 6 станций и остановочных пунктов.